# Conservatoire de Fribourg
Pour les articles homonymes, voir COF.
Le conservatoire de Fribourg, abrégé COF, est un établissement d'enseignement de musique, danse et art dramatique, situé sur la commune de Granges-Paccot, dans le canton de Fribourg, en Suisse.

## Description
190 professeurs enseignent à 4 600 élèves de 4 à 80 ans, en 2016.

## Anciens élèves
- Marie-Claude Chappuis, mezzo-soprano suisse.
- Iseut Bersier, organiste